# ŽRK Metković
ŽRK Metković hrvatski je ženski rukometni klub iz Metkovića.
Devet godina nakon osnivanja muškog RK Metković – Mehanika, skupina metkovskih djevojaka osnovala je svoj klub. Ženski rukometni klub utemeljen je u sklopu Športskog društva metkovske tvrtke Razvitak, 1972. godine, pod imenom ŽRK Razvitak.
Prva predsjednica kluba bila je Marija Zovko, a prvi trener Ivan Matić. Na početku svog rada djevojke su odigravale samo prijateljske utakmice s klubovima u južnoj Hrvatskoj, te u susjednoj Hercegovini. U natjecateljskoj godini 1974./75. ŽRK Razvitak počinje se natjecati u Dalmatinskoj ligi. Već iduće godine plasirao se u Drugu saveznu ligu – zapad gdje je igrao samo jednu sezonu. Nekoliko sljedećih godina natječe se u Hrvatskoj rukometnoj ligi – Jug, a u natjecateljskoj sezoni 1984./85. klub je kroz kvalifikacije izborio pravo natjecanja u Jedinstvenoj rukometnoj ligi u kojoj se natječe do sezone 1991./92., kada zbog agresije na Republiku Hrvatsku i izbijanja Domovinskog rata zamrzava svoj status. 
U sezoni 1992./93. klub nastavlja natjecanje u Prvoj B HRL – Jug pod današnjim imenom, ŽRK Metković. Jedno kraće vrijeme nastupa pod nazivom ŽRK Jerkovac u mlađim kategorijama. Trenutno se natječe u Drugoj HRL – Jug.
U klubu djeluju seniorski, juniorski i kadetski sastav, kao i škola rukometa.
U klubu je poniklo nekoliko vrsnih rukometašica koje su igrale ili još igraju u prvoligaškim rukometnim klubovima i raznim državnim selekcijama.
Dobitnici su godišnje Nagrade grada Metkovića "Ždral" u području sporta za 2022. godinu

## Vanjske poveznice
- Facebook Stranica ŽRK Metković